# Lawira Satua
Lawira Satua is een bestuurslaag in het regentschap Nias Utara van de provincie Noord-Sumatra, Indonesië. Lawira Satua telt 719 inwoners (volkstelling 2010).